# Viorel Ilișiu
Viorel Ilișiu este un fost senator român în legislatura 1992-1996, ales în județul Bistrița-Năsăud pe listele partidului PUNR.
În cadrul activității sale parlamentare, Viorel Ilișiu a fost membru în comisia de apărare, ordine publică și siguranță națională. 

## Legături externe
- Viorel Ilișiu Arhivat în 22 august 2016, la Wayback Machine. la cdep.ro